# Bebo
Bebo – amerykański serwis społecznościowy utworzony w 2005 roku przez Michaela i Xochi Birch. Serwis był notowany w rankingu Alexa na miejscu 153 791 (2017).

## Historia
Serwis został utworzony w 2005 roku przez Michaela i Xochi Birch. Zdaniem Bircha w czasie planowania serwisu wszystkie fajne i krótkie nazwy były już zajęte, dlatego postanowił on kupić nazwę Bebo, a następnie wymyślił dla niej wyrażenie „Blog early blog often”. W 2006 roku Bebo stało się drugą najczęściej odwiedzaną stroną internetową w Irlandii. W 2007 roku Bebo stało się najczęściej odwiedzanym portalem społecznościowym w Wielkiej Brytanii. W 2008 roku Bebo zostało wykupione przez AOL, a w 2010 roku wykupiło ją Criterion Capital Partners.